# Sibylla av Armenien
Sibylla av Armenien, född 1240, död 1290, var furstinna av Antiokia och grevinna av Tripoli som gift med Bohemund VI av Antiokia 1254-1275. Hon var regent i Furstendömet Antiokia och grevedömet Tripoli i kungariket Jerusalem under sin son furst Bohemund VII av Antiokia 1275-1277. Vid sin barnlösa sons död 1287 erbjöds hon tronen i Antiokia-Tripoli i stället för sin dotter Lucia, och regerade 1287-1288 innan hon abdikerade till sin dotters förmån. 